# Hoplodrina levis
Hoplodrina levis är en fjärilsart som beskrevs av Otto Staudinger 1888. Hoplodrina levis ingår i släktet Hoplodrina och familjen nattflyn. Inga underarter finns listade i Catalogue of Life.